# Plagiomnium carolinianum
Plagiomnium carolinianum är en bladmossart som beskrevs av T. Koponen 1977. Plagiomnium carolinianum ingår i släktet praktmossor, och familjen Mniaceae. Inga underarter finns listade i Catalogue of Life.